# بيل بونهام
بيل بونهام (بالإنجليزية: Bill Bonham)‏ هو لاعب كرة قاعدة أمريكي، ولد في 1 أكتوبر 1948 في غلينديل في الولايات المتحدة.

## وصلات خارجية
- بيل بونهام على موقع دوري كرة القاعدة الرئيسي (الإنجليزية)
- بيل بونهام على موقعبيزبول رفرنس.كوم (الدوري الرئيسي) (الإنجليزية)
- بيل بونهام على موقعبيزبول رفرنس.كوم (الدوري الثانوي) (الإنجليزية)